# Медаль «За труды в культуре и искусстве»
Меда́ль «3а труды в культуре и искусстве» — государственная награда Российской Федерации, учреждённая Указом Президента Российской Федерации № 460 от 9 августа 2021 года. Медалью награждаются граждане Российской Федерации и иностранные граждане, за заслуги в сфере культуры и искусства.

## Положение о медали

### Основания для награждения
Медалью «За труды в культуре и искусстве» награждаются артисты, архитекторы, балетмейстеры, дизайнеры, дикторы радио, телевидения и других средств массовой информации, дирижёры, драматурги, журналисты, искусствоведы, композиторы, музыкальные исполнители, писатели, поэты, работники творческих мастерских, режиссёры, реставраторы, хормейстеры, художники, высокопрофессиональные работники организаций культуры и искусства, а также участники самодеятельных коллективов, лица, участвующие в деятельности организаций культуры и искусства на общественных началах, и другие деятели культуры и искусства за личные заслуги:
- в повышении роли отечественной культуры и искусства в жизни общества; в осуществлении деятельности по сближению и взаимообогащению культур наций и народностей; в укреплении международных культурных связей;
- в патриотическом воспитании граждан Российской Федерации; в сохранении традиционных духовно-нравственных ценностей народов Российской Федерации;
- в создании и продвижении наиболее значимых проектов в сфере культуры и искусства;
- в развитии креативных (творческих) индустрий в Российской Федерации;
- в благотворительной деятельности.

Медалью «За труды в культуре и искусстве» могут быть награждены иностранные граждане, которые внесли значительный вклад в продвижение международного имиджа Российской Федерации как страны с богатейшей традиционной и динамично развивающейся современной культурой и содействовали использованию культурного потенциала Российской Федерации в интересах многостороннего международного сотрудничества.

### Порядок ношения
- Медаль «За труды в культуре и искусстве» носится на левой стороне груди и при наличии других медалей Российской Федерации располагается после медали Луки Крымского.
- Для особых случаев и возможного повседневного ношения предусматривается ношение миниатюрной копии медали «За труды в культуре и искусстве», которая располагается после миниатюрной копии медали Луки Крымского.
- При ношении на форменной одежде ленты медали «За труды в культуре и искусстве» на планке она располагается после ленты медали Луки Крымского.

## Описание медали

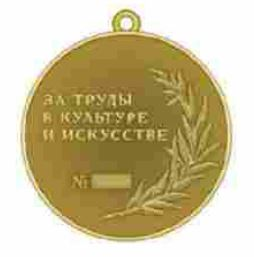
Реверс медали

### Медаль
Медаль «За труды в культуре и искусстве» из серебра с позолотой. Она имеет форму круга диаметром 32 мм с выпуклым бортиком с обеих сторон.
На лицевой стороне медали — изображение прямого равноконечного креста с концами в виде штралов. Между концами креста расположены штралы меньшей длины. В центре креста — круглый медальон с изображением Государственного герба Российской Федерации. Все изображения и надписи на медали рельефные.
На оборотной стороне медали справа, по окружности, — изображение пальмовой ветви. Слева — надпись: «ЗА ТРУДЫ В КУЛЬТУРЕ И ИСКУССТВЕ», под ней — номер медали.
Медаль при помощи ушка и кольца соединяется с пятиугольной колодкой. Колодка обтянута шёлковой, муаровой лентой красного цвета. Посередине ленты — синяя продольная полоса, обрамлённая с двух сторон полосами жёлтого цвета. Ширина ленты — 24 мм. Ширина синей полосы — 4 мм, жёлтой — 1 мм.

### Планка и миниатюра
- При ношении на форменной одежде ленты медали «За труды в культуре и искусстве» используется планка высотой 8 мм, ширина ленты — 24 мм.
- Миниатюрная копия медали «За труды в культуре и искусстве» носится на колодке. Диаметр миниатюрной копии медали — 16 мм.

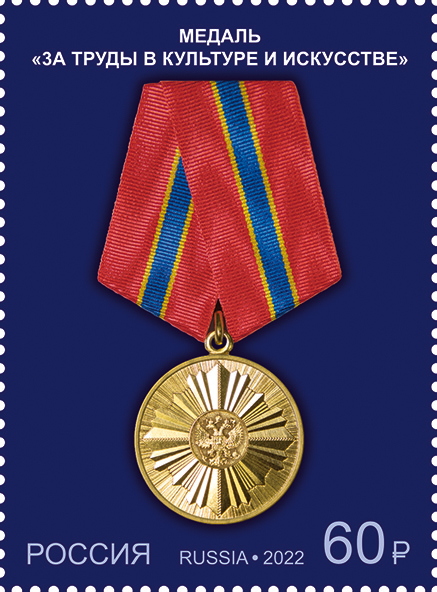
Почтовая марка 2022 год. Серия «Государственные награды Российской Федерации. Медали». Медаль «За труды в культуре и искусстве»

## Награждённые медалью

### 2022 год (84 человека)
1. Ночевка, Валентина Николаевна (21 февраля 2022 года) — заместитель генерального директора по финансовым вопросам — главный бухгалтер закрытого акционерного общества «Московский цирк Никулина на Цветном бульваре»[4].
2. Коробцов, Андрей Сергеевич (2 июня 2022 года) — скульптор, город Москва[5].
3. Фомин, Константин Евгеньевич (2 июня 2022 года) — архитектор, город Москва[5].
4. Кулинич, Анатолий Васильевич (15 июля 2022 года) — художник-график, член региональной общественной организации «Московский союз художников»[6].
5. Лохин, Адольф Викторович (15 июля 2022 года) — художник-живописец, член Общероссийской общественной организации «Творческий союз художников России», город Москва[6].
6. Петров, Юрий Геннадьевич (15 июля 2022 года) — главный хормейстер ансамбля народной музыки и танца «Ярмарка» муниципального автономного учреждения культуры города Перми «ПермьКонцерт»[6].
7. Николаев, Николай Викторович (8 августа 2022 года) — заведующий отделом федерального государственного бюджетного учреждения «Российская национальная библиотека», город Санкт-Петербург[7].
8. Шурыгин, Александр Давидович (8 августа 2022 года) — специалист по охране труда федерального государственного бюджетного учреждения культуры «Государственный академический ансамбль народного танца имени Игоря Моисеева», город Москва[7].
9. Волчек, Лидия Львовна (25 августа 2022 года) — начальник концертного отдела Малого зала имени А.К.Глазунова федерального государственного бюджетного образовательного учреждения высшего образования «Санкт-Петербургская государственная консерватория имени Н.А.Римского-Корсакова»[8].
10. Елагин, Вячеслав Николаевич (25 августа 2022 года) — главный администратор государственного бюджетного учреждения культуры города Москвы «Московский международный Дом музыки»[8].
11. Бобров, Сергей Рудольфович (5 сентября 2022 года) — художественный руководитель краевого государственного автономного учреждения культуры Красноярского государственного театра оперы и балета имени Д. А. Хворостовского[9].
12. Гонков, Сергей Григорьевич  (5 сентября 2022 года) — доцент кафедры федерального государственного бюджетного образовательного учреждения высшего образования «Академия акварели и изящных искусств Сергея Андрияки», город Москва[9].
13. Евтеев, Александр Иванович  (5 сентября 2022 года) — преподаватель государственного бюджетного профессионального образовательного учреждения Калужской области «Калужский областной колледж культуры и искусств»[9].
14. Прохоров, Николай Георгиевич (5 сентября 2022 года) — заведующий отделом федерального государственного бюджетного учреждения культуры «Государственный музей истории российской литературы имени В. И. Даля», город Москва[9].
15. Алиев, Мурад Нурыевич (14 сентября 2022 года) — режиссёр, член Общероссийской общественной организации «Союз кинематографистов Российской Федерации», город Москва[10].
16. Борзова, Елена Николаевна (14 сентября 2022 года) — артистка, член Общероссийской общественной организации «Союз кинематографистов Российской Федерации», город Москва[10].
17. Васильев, Олег Евдокимович (21 сентября 2022 года) — председатель правления Тюменского регионального отделения Общероссийской общественной организации «Творческий союз художников России»[11].
18. Сафонова, Елена Владимировна (21 сентября 2022 года) — главный художник областного государственного бюджетного учреждения культуры «Костромской государственный ордена Трудового Красного Знамени драматический театр имени А. Н. Островского»[11].
19. Хлопков, Анатолий Иванович (7 октября 2022 года) — художественный руководитель Красноярского государственного ансамбля песни «КрасА» краевого государственного автономного учреждения культуры «Красноярская краевая филармония»[12].
20. Леонтьева, Галина Петровна (12 октября 2022 года) — режиссёр, член Общероссийской общественной организации «Союз кинематографистов Российской Федерации», город Москва[13].
21. Крылатов, Валерий Михайлович (19 октября 2022 года) — художник-живописец, член Нижегородского областного отделения Всероссийской творческой общественной организации «Союз художников России»[14].
22. Шафикова, Амина Ивниевна (19 октября 2022 года) — министр культуры Республики Башкортостан[14].
23. Бараташвили, Теймураз Кукуриевич (14 ноября 2022 года) — директор муниципального автономного учреждения города Ярославля «Ярославский зоопарк»[15].
24. Лаврецова, Светлана Васильевна (14 ноября 2022 года) — директор Санкт-Петербургского государственного бюджетного учреждения культуры «Театр юных зрителей им. А. А. Брянцева»[15].
25. Хомушку, Андрей Айрандивиевич (14 ноября 2022 года) — преподаватель государственного бюджетного профессионального образовательного учреждения Республики Тыва «Кызылский колледж искусств имени А. Б. Чыргал-оола»[15].
26. Гладышев, Алексей Георгиевич (17 ноября 2022 года) — главный администратор федерального государственного бюджетного учреждения культуры «Государственный академический ансамбль народного танца имени Игоря Моисеева», город Москва[16].
27. Соколова, Наталия Ивановна (17 ноября 2022 года) — ведущий методист музейно-исторического отдела государственного автономного учреждения города Москва «Московский государственный зоологический парк»[16].
28. Макеранец, Владимир Ильич (28 ноября 2022 года) — председатель Свердловской областной организации Общероссийской общественной организации «Союз кинематографистов Российской Федерации»[17].
29. Пудовкина, Лариса Николаевна (28 ноября 2022 года) — преподаватель государственного бюджетного учреждения дополнительного образования города Москвы «Детская школа искусств имени И. Ф. Стравинского»[17].
30. Чубанова, Наталья Васильевна (28 ноября 2022 года) — член Ростовского областного отделения Всероссийской творческой общественной организации «Союз художников России»[17].
31. Бороноева, Татьяна Анатольевна (12 декабря 2022 года) — директор государственного автономного учреждения культуры Республики Бурятия «Национальный музей Республики Бурятия»[18].
32. Романенкова, Марина Александровна (12 декабря 2022 года) — преподаватель государственного бюджетного учреждения дополнительного образования города Москвы «Детская музыкальная школа № 8 имени Аркадия Островского»[18].
33. Малиновская, Галина Николаевна (22 декабря 2022 года) — заведующая курсантским и студенческим клубом федерального государственного бюджетного образовательного учреждения высшего образования «Государственный университет морского и речного флота имени адмирала С. О. Макарова», город Санкт-Петербург[19].
34. Луконин, Сергей Михайлович (30 декабря 2022 года) — член Общероссийской общественной организации «Союз писателей России», город Москва[20].

### 2023 год (85 человек)
1. Майданов, Денис Васильевич (2023 год) — певец, композитор[21].
2. Авдюкова, Гертруда Фёдоровна (26 января 2023 года) — заведующая труппой Псковского академического театра драмы имени А.С.Пушкина — филиала федерального государственного бюджетного учреждения культуры «Национальный драматический театр России (Александрийский театр)»[22].
3. Мизгулин, Дмитрий Александрович (26 января 2023 года) — член правления Ханты-Мансийской окружной общественной организации «Союз писателей России»[22].
4. Родионова, Татьяна Игоревна (26 января 2023 года) — артистка государственного автономного учреждения культуры «Саратовский государственный академический театр драмы имени И. А. Слонова»[22].
5. Ромашина-Дубровицкая, Юлиана Борисовна (26 января 2023 года) — артистка, член Общероссийской общественной организации «Союз кинематографистов Российской Федерации», город Москва[22].
6. Ярошенко, Владислав Гелиосович (26 января 2023 года) — заместитель директора федерального государственного бюджетного учреждения культуры «Российский государственный театр «Сатирикон» имени Аркадия Райкина», город Москва[22].
7. Барщев, Алексей Николаевич (11 февраля 2023 года) — солист-инструменталист ансамбля «Терем-квартет» Санкт-Петербургской региональной общественной организации «Музыкальное общество «Друзья Терем-квартета»[23].
8. Григорьев, Михаил Анатольевич (11 февраля 2023 года) — руководитель клубного формирования Санкт-Петербургского государственного бюджетного учреждения «Центр культуры и досуга «Кировец»[23].
9. Кушников, Андрей Владимирович (27 февраля 2023 года) — заведующий службой звукорежиссуры государственного бюджетного учреждения культуры города Москвы «Московский государственный театр «Ленком Марка Захарова»[24].
10. Самсонов, Александр Викторович (27 февраля 2023 года) — артист оркестра государственного бюджетного учреждения культуры города Москвы «Московский государственный театр «Ленком Марка Захарова»[24].
11. Широнин, Сергей Николаевич (27 февраля 2023 года) — руководитель клубного формирования государственного бюджетного учреждения культуры города Москвы «Культурный центр «Салют»[24].
12. Папсуй, Анна Вячеславовна (28 февраля 2023 года) — заведующая костюмерной государственного бюджетного учреждения культуры города Москвы «Московский государственный академический камерный хор»[25].
13. Аринин, Анатолий Николаевич (3 апреля 2023 года) — поэт, член региональной общественной организации «Союз писателей Москвы»[26].
14. Алексеева, Лариса Константиновна (12 апреля 2023 года) — заведующая отделом федерального государственного бюджетного учреждения культуры «Государственный музей истории российской литературы имени В. И. Даля», город Москва[27].
15. Гринченко, Дмитрий Владимирович (12 апреля 2023 года) — директор автономной некоммерческой организации гастрольно-концертного агентства «Концерты, фестивали, мастер-классы», город Москва[27].
16. Крючков, Павел Михайлович (12 апреля 2023 года) — заведующий сектором федерального государственного бюджетного учреждения культуры «Государственный музей истории российской литературы имени В. И. Даля», город Москва[27].
17. Потапова, Татьяна Романовна (12 апреля 2023 года) — начальник костюмерного цеха государственного бюджетного учреждения культуры города Москвы «Московский академический театр имени Вл. Маяковского»[27].
18. Шапошников, Михаил Борисович (12 апреля 2023 года) — заведующий отделом федерального государственного бюджетного учреждения культуры «Государственный музей истории российской литературы имени В. И. Даля», город Москва[27].
19. Гуторова, Светлана Юрьевна (27 апреля 2023 года) — начальник гримёрного цеха государственного бюджетного учреждения культуры города Москвы «Московский академический театр имени Вл. Маяковского»[28].
20. Кузнецова, Анастасия Алексеевна (27 апреля 2023 года) — хормейстер федерального федерального государственного бюджетного учреждения культуры «Государственный академический русский народный хор имени М. Е. Пятницкого», город Москва[28].
21. Лаврененков, Павел Игоревич (27 апреля 2023 года) — начальник службы Департамента административного и технического обеспечения концертной деятельности федерального государственного бюджетного учреждения культуры «Московская государственная академическая филармония»[28].
22. Берандзе, Вера Михайловна (12 мая 2023 года) — артистка-вокалистка Продюсерского центра государственного бюджетного учреждения культуры города Москвы «Москонцерт»[29].
23. Мамонтов, Иван Моисеевич (12 мая 2023 года) — художник-живописец Алтайской краевой организации Всероссийской творческой общественной организации «Союз художников России»[29].
24. Зарипов, Олег Мингалеевич (24 мая 2023 года) —  артист оркестра государственного бюджетного учреждения культуры города Москвы «Московский государственный театр «Ленком Марка Захарова»[30].
25. Скворцов, Константин Васильевич (24 мая 2023 года) — писатель, член Ассоциации союзов писателей и издателей, город Москва[30].
26. Игумнов, Вениамин Вадимович (6 июня 2023 года) — артист-дрессировщик акционерного общества «Московский цирк Никулина на Цветном бульваре»[31].
27. Куварзина, Юлия Анатольевна (6 июня 2023 года) — артистка государственного бюджетного учреждения культуры города Москвы «Московский театр на Таганке»[31].
28. Боровский, Сергей Викторович (10 июля 2023 года) — преподаватель государственного бюджетного учреждения дополнительного образования города Москвы «Детская школа искусств имени А.С. Даргомыжского»[32].
29. Дерева, Надежда Васильевна (10 июля 2023 года) — художник-бутафор государственного областного автономного учреждения культуры «Мурманский областной театр кукол»[32].
30. Миронова, Ираида Николаевна (10 июля 2023 года) — заместитель директора государственного бюджетного учреждения культуры «Агентство социокультурных технологий», Самарская область[32].
31. Нагорный, Владимир Васильевич (10 июля 2023 года) — директор Санкт-Петербургского государственного бюджетного учреждения дополнительного образования «Санкт-Петербургская детская школа искусств имени Павла Алексеевича Серебрякова»[32].
32. Сухова, Светлана Валентиновна (10 июля 2023 года) — преподаватель государственного автономного профессионального образовательного учреждения «Рязанский музыкальный колледж им. Г. И А.Пироговых»[32].
33. Хаерзаманова, Светлана Николаевна (10 июля 2023 года) — директор муниципального бюджетного учреждения культуры города Перми «Объединение муниципальных библиотек»[32].
34. Беляев, Сергей Валентинович (20 июля 2023 года) — заведующий машинно-декорационным цехом государственного бюджетного учреждения культуры города Москвы «Московский театр «ET CETERA» под руководством Александра Калягина»[33].
35. Зинкевич, Надежда Васильевна (20 июля 2023 года) — заместитель художественного руководителя государственного бюджетного учреждения культуры города Москвы «Московский театр «ET CETERA» под руководством Александра Калягина»[33].
36. Малышева, Лариса Григорьевна (20 июля 2023 года) — начальник отдела государственного бюджетного учреждения культуры города Москвы «Государственный музей — культурный центр «Интеграция» имени Н.А.Островского»[33].
37. Наумова, Ольга Александровна (20 июля 2023 года) — начальник цеха федерального государственного бюджетного учреждения культуры «Российский государственный академический молодёжный театр», город Москва[33].
38. Пьянкова, Любовь Лавровна (20 июля 2023 года) — главный художник государственного областного автономного учреждения культуры «Мурманский областной театр кукол»[33].
39. Примакова, Алла Ивановна (31 июля 2023 года) — концертмейстер федерального государственного бюджетного образовательного учреждения высшего образования «Московская государственная академия хореографии»[34].
40. Хмелевский, Владимир Иосифович (31 июля 2023 года) — художник-график, член региональной общественной организации «Московский союз художников»[34].
41. Щербина, Вячеслав Николаевич (31 июля 2023 года) — художник-монументалист, член региональной общественной организации «Московский союз художников»[34].
42. Гридасова, Елена Евгеньевна (17 августа 2023 года) — артистка хора государственного бюджетного учреждения культуры города Москвы «Московский государственный академический камерный хор»[35].
43. Дегтярёв, Виктор Александрович (17 августа 2023 года) — артист государственного бюджетного учреждения культуры Тверской области «Театр юного зрителя»[35].
44. Киселёв, Сергей Юрьевич (17 августа 2023 года) — артист хора федерального государственного бюджетного учреждения культуры «Государственный академический русский хор имени А.В.Свешникова», город Москва[35].
45. Чернов, Александр Андреевич (17 августа 2023 года) — артист — концертный исполнитель Концертного филармонического объединения государственного бюджетного учреждения культуры города Москвы «Москонцерт»[35].
46. Шумилова, Маргарита Андреевна (17 августа 2023 года) — артистка (кукловод) Санкт-Петербургского государственного бюджетного учреждения «Театр кукол «Бродячая собачка»[35].
47. Попов, Валерий Алексеевич (4 сентября 2023 года) — главный балетмейстер государственного бюджетного учреждения «Донецкий государственный академический театр оперы и балета имени А.Б.Соловьяненко», Донецкая Народная Республика[36].
48. Фёдоров, Алексей Степанович (4 сентября 2023 года) —  художник, член Общероссийской общественной организации «Творческий союз художников России», город Москва[36].
49. Ярвелов, Юрий Никитич (4 сентября 2023 года) — преподаватель федерального государственного бюджетного профессионального образовательного учреждения «Государственное училище циркового и эстрадного искусств им. М.Н.Румянцева (Карандаша)», город Москва[36].
50. Бондарева, Раиса Ивановна (18 сентября 2023 года) — художественный руководитель муниципального автономного учреждения культуры «Театр Натальи Бондаревой», Московская область[37].
51. Кумахов, Мухадин Лялушевич (18 сентября 2023 года) — министр культуры Кабардино-Балкарской Республики[37].
52. Петухова, Ольга Николаевна (18 сентября 2023 года) — преподаватель государственного бюджетного учреждения дополнительного образования города Москвы «Детская музыкальная школа имени Э.Г.Гилельса»[37].
53. Халявин, Юрий Юрьевич (18 сентября 2023 года) — директор коллектива «Зоо-Аливрувер» службы «Художественно-руководящий и обслуживающий персонал» федерального казённого предприятия «Российская государственная цирковая компания», город Москва[37].
54. Верещагин, Вадим Леонидович (18 сентября 2023 года) — генеральный директор общества с ограниченной ответственностью «Централ Партнершип Сейлз Хаус», город Москва[37].
55. Водахов, Аркадий Асланбекович (18 сентября 2023 года) — генеральный продюсер акционерного общества «ТНТ-Телесеть», город Москва[37].
56. Зайцев, Антон Владимирович (18 сентября 2023 года) — продюсер общества с ограниченной ответственностью «Гуд Стори Медиа», город Москва[37].
57. Ипатова, Ирина Юрьевна (18 сентября 2023 года) — генеральный продюсер общества с ограниченной ответственностью «ГПМ Радио», город Москва[37].
58. Каблахов, Мурат Мухамедович (18 сентября 2023 года) — операционный директор акционерного общества «ТНТ-Телесеть», город Москва[37].
59. Логинов, Артём Сергеевич (18 сентября 2023 года) — продюсер общества с ограниченной ответственностью «Гуд Стори Медиа», город Москва[37].
60. Тащин, Александр Григорьевич (18 сентября 2023 года) — генеральный продюсер общества с ограниченной ответственностью «Национальный спортивный телеканал», город Москва[37].
61. Щукин, Антон Николаевич (18 сентября 2023 года) — продюсер общества с ограниченной ответственностью «Гуд Стори Медиа», город Москва[37].
62. Воскобойников, Валерий Михайлович (3 октября 2023 года) — писатель, член Творческого совета Ассоциации союзов писателей и издателей России, город Москва[38].
63. Дворцов, Василий Владимирович (3 октября 2023 года) — заместитель председателя правления Общероссийской общественной организации «Союз писателей России», город Москва[38].
64. Катрич, Дмитрий Фёдорович (3 октября 2023 года) — артист хора федерального государственного бюджетного учреждения культуры «Государственный академический русский народный хор имени М.Е.Пятницкого», город Москва[38].
65. Смирнова, Мария Владимировна (3 октября 2023 года) — артистка хора федерального государственного бюджетного учреждения культуры «Государственный академический русский народный хор имени М.Е.Пятницкого», город Москва[38].
66. Доля, Эльвира Рафик-кызы (23 октября 2023 года) — заместитель исполнительного директора Межгосударственного фонда гуманитарного сотрудничества государств — участников Содружества Независимых Государств[39].
67. Антонова, Анна Ивановна (23 октября 2023 года) — артистка федерального государственного бюджетного учреждения культуры «Государственный академический театр имени Евгения Вахтангова», город Москва[39].
68. Боброва, Наталья Васильевна (23 октября 2023 года) — артистка балета краевого государственного автономного учреждения культуры Красноярского государственного театра оперы и балета имени Д. А. Хворостовского[39].
69. Иванова-Светлова, Людмила Анатольевна (23 октября 2023 года) — артистка государственного бюджетного учреждения культуры города Москвы «Московский театр «Театр Луны»[39].
70. Катырев, Максим Андреевич (23 октября 2023 года) — артист-вокалист государственного бюджетного учреждения культуры города Москвы «Московский государственный академический театр оперетты»[39].
71. Кирюхин, Владислав Андреевич (23 октября 2023 года) — артист-вокалист государственного бюджетного учреждения культуры города Москвы «Московский государственный академический театр оперетты»[39].
72. Мельниченко, Диана Тихоновна (23 октября 2023 года) — директор Санкт-Петербургского государственного бюджетного нетипового образовательного учреждения «Лицей искусств «Санкт-Петербург»[39].
73. Полянская, Александра Яковлевна (23 октября 2023 года) — директор государственного бюджетного учреждения дополнительного образования города Москвы «Детская школа искусств «Центр»[39].
74. Тягичев, Владимир Владимирович (23 октября 2023 года) — артист государственного бюджетного учреждения культуры города Москвы «Московский театр «Театр Луны»[39].
75. Крылов-Иодко, Ромуальд Ромуальдович (22 ноября 2023 года) — директор государственного бюджетного учреждения культуры города Москвы «Библиотека-читальня им. И.С.Тургенева»[40].
76. Алёшина, Ольга Александровна (23 ноября 2023 года) — преподаватель государственного автономного профессионального образовательного учреждения Московской области «Московский областной базовый музыкальный колледж имени А.Н.Скрябина»[41].
77. Майсурадзе, Владимир Отарович (23 ноября 2023 года) — артист государственного бюджетного учреждения культуры города Москвы «Московский театр «Театр Луны»[41].
78. Белова, Екатерина Петровна (4 декабря 2023 года) — профессор кафедры федерального государственного бюджетного образовательного учреждения высшего образования «Московская государственная академия хореографии»[42].
79. Гребенникова, Яна Юрьевна (4 декабря 2023 года) — артистка балета федерального государственного бюджетного учреждения культуры «Государственный академический хореографический ансамбль «Берёзка» имени Н.С.Надеждиной» Управления делами Президента Российской Федерации, город Москва[42].
80. Михалков, Артём Никитич (4 декабря 2023 года) — режиссёр общества с ограниченной ответственностью «Студия «ТРИТЭ» Никиты Михалкова», город Москва[42].
81. Никольская, Татьяна Грантовна (4 декабря 2023 года) — руководитель литературно-драматической части государственного бюджетного учреждения культуры города Москвы «Московский театр «ЕТ CETERA» под руководством Александра Калягина[42].
82. Савина, Светлана Анатольевна (4 декабря 2023 года) — руководитель литературно-драматической части федерального государственного бюджетного учреждения культуры «Московский Художественный академический театр имени А.П.Чехова»[42].
83. Штанакова, Светлана Кимовна (4 декабря 2023 года) — директор бюджетного учреждения Республики Алтай «Национальная библиотека имени М.В.Чевалкова»[42].
84. Юдахина, Ольга Леонидовна (4 декабря 2023 года) —  художественный руководитель государственного автономного учреждения дополнительного образования города Москвы «Детский музыкальный театр «Домисолька»[42].
85. Пекленков, Пётр Андреевич (21 декабря 2023 года) — художник, член региональной общественной организации «Творческое содружество «Евразийский художественный союз», город Москва[43].

### 2024 год (65 человек)
1. Екатерининская, Мария Михайловна (3 января 2024 года) — артистка — концертный исполнитель Концертного объединения по работе с детьми и юношеством государственного бюджетного учреждения культуры города Москвы «Москонцерт»[44].
2. Мордвинова, Антонина Ильинична (3 января 2024 года) — ведущий научный сотрудник бюджетного научного учреждения Чувашской Республики «Чувашский государственный институт гуманитарных наук»[44].
3. Шакуев, Василий Бембеевич (3 января 2024 года) — редактор отдела редакции газеты «Хальмг унн» автономного учреждения Республики Калмыкия «Республиканское информационное агентство «Калмыкия»[44].
4. Алешников, Евгений Алексеевич (5 февраля 2024 года) — заместитель директора — художественный руководитель государственного бюджетного учреждения культуры «Белгородская государственная филармония»[45].
5. Борок, Александр Владимирович (5 февраля 2024 года) — главный режиссёр областного государственного бюджетного учреждения культуры «Челябинский государственный театр кукол имени В. Вольховского»[45].
6. Васильев, Виктор Евгеньевич (5 февраля 2024 года) — доцент кафедры режиссуры неигрового кино федерального государственного бюджетного образовательного учреждения высшего образования «Санкт-Петербургский государственный институт кино и телевидения»[45].
7. Дьяконов-Дьяченков, Сергей Георгиевич (5 февраля 2024 года) — артист-вокалист Тюменского эстрадно-джазового оркестра «Золотая труба» управления по организации и проведению областных мероприятий государственного автономного учреждения культуры Тюменской области «Тюменское концертно-театральное объединение»[45].
8. Тополянский, Олег Матвеевич (5 февраля 2024 года) — артист федерального государственного бюджетного учреждения культуры «Московский Художественный академический театр имени А. П. Чехова»[45].
9. Алфёров, Андрей Александрович (8 февраля 2024 года) — декан факультета федерального государственного бюджетного образовательного учреждения высшего образования «Московская государственная академия хореографии»[46].
10. Быстров, Артём Николаевич (8 февраля 2024 года) — артист федерального государственного бюджетного учреждения культуры «Московский Художественный академический театр имени А. П. Чехова»[46].
11. Воробьёв, Игорь Станиславович (8 февраля 2024 года) — профессор кафедры федерального государственного бюджетного образовательного учреждения высшего образования «Санкт-Петербургская государственная консерватория имени Н. А. Римского-Корсакова»[46].
12. Каминский, Александр Геннадьевич (8 февраля 2024 года) — артист-вокалист государственного бюджетного учреждения культуры города Москвы «Московский государственный академический театр оперетты»[46].
13. Литвинова, Ольга Александровна (8 февраля 2024 года) — артистка федерального государственного бюджетного учреждения культуры «Московский Художественный академический театр имени А. П. Чехова»[46].
14. Назарова, Наталья Вадимовна (8 февраля 2024 года) — старший преподаватель кафедры федерального государственного бюджетного образовательного учреждения высшего образования «Российский институт театрального искусства — ГИТИС», город Москва[46].
15. Шарков, Михаил Юрьевич (8 февраля 2024 года) — доцент кафедры федерального государственного бюджетного образовательного учреждения высшего образования «Московская государственная академия хореографии»[46].
16. Дмитриенко, Ольга Васильевна (15 февраля 2024 года) — преподаватель специальных дисциплин государственного бюджетного профессионального образовательного учреждения «Воронежское художественное училище (техникум)»[47].
17. Капустин, Евгений Николаевич (15 февраля 2024 года) — доцент кафедры факультета музыкального искусства Института изящных искусств федерального государственного бюджетного образовательного учреждения высшего образования «Московский педагогический государственный университет»[47].
18. Ланглебен, Юрий Львович (15 февраля 2024 года) — искусствовед, член Московского отделения Всероссийской творческой общественной организации «Союз художников России»[47].
19. Сариев, Александр Петрович (15 февраля 2024 года) — концертмейстер кафедры эстрадного искусства федерального государственного бюджетного образовательного учреждения высшего образования «Российский институт театрального искусства — ГИТИС», город Москва[47].
20. Удалов, Леонид Юрьевич (15 февраля 2024 года) — старший преподаватель автономной некоммерческой организации «Образовательная организация высшего образования «Институт театрального искусства», город Москва[47].
21. Фролова, Светлана Константиновна (15 февраля 2024 года) — артистка государственного бюджетного учреждения культуры города Москвы «Театр на Малой Ордынке»[47].
22. Штребель, Александр Артурович (15 февраля 2024 года) — артист балета ансамбля русского танца «Огоньки» имени Г. Н. Полевого краевого автономного учреждения «Государственная филармония Алтайского края»[47].
23. Артамонова, Анна Михайловна (1 марта 2024 года) — артистка государственного бюджетного учреждения культуры города Москвы «Московский театр «ЕТ CETERA» под руководством Александра Калягина»[48].
24. Потапов, Сергей Валерьевич (1 марта 2024 года) — артист федерального государственного бюджетного учреждения культуры «Государственный академический Малый театр России», город Москва[48].
25. Трошин, Валерий Владимирович (1 марта 2024 года) — артист федерального государственного бюджетного учреждения культуры «Московский Художественный академический театр имени А.П. Чехова»[48].
26. Шкаруба, Николай Николаевич (1 марта 2024 года) — заведующий отделом по культурно-массовой деятельности государственного бюджетного учреждения культуры города Москвы «Московский государственный музей С.А.Есенина»[48].
27. Алабина, Лариса Григорьевна (3 апреля 2024 года) — преподаватель государственного бюджетного учреждения дополнительного образования города Москвы «Детская школа искусств города Московский»[49].
28. Пашинкина, Элеонора Альбертовна (3 апреля 2024 года) — преподаватель государственного бюджетного учреждения дополнительного образования города Москвы «Детская школа искусств города Московский»[49].
29. Покровская, Галина Константиновна (3 апреля 2024 года) — заведующая отделением государственного бюджетного учреждения культуры города Москвы «Центр оперного пения имени Галины Вишневской»[49].
30. Сергеев, Борис Александрович (3 апреля 2024 года) — преподаватель Санкт-Петербургского государственного бюджетного учреждения дополнительного образования «Царскосельская гимназия искусств имени Анны Андреевны Ахматовой (детская школа искусств)»[49].
31. Габриэль, Галина Николаевна (11 апреля 2024 года) — заведующая кафедрой федерального государственного бюджетного образовательного учреждения высшего образования «Санкт-Петербургский государственный институт культуры»[50].
32. Кольникова, Валентина Михайловна (11 апреля 2024 года) — главный хранитель государственного бюджетного учреждения культуры города Москвы «Мемориальный музей А. Н. Скрябина»[50].
33. Масалов, Александр Викторович (11 апреля 2024 года) — артист государственного бюджетного учреждения культуры города Москвы «Московский театр «У Никитских ворот»[50].
34. Пономаренко, Вера Ивановна (11 апреля 2024 года) — генеральный директор государственного концертного бюджетного учреждения культуры Краснодарского края «Краснодарская филармония имени Г. Ф. Пономаренко»[50].
35. Рубальская, Лариса Алексеевна (11 апреля 2024 года) — поэт-песенник, член Международного союза деятелей эстрадного искусства (творческого союза), город Москва[50].
36. Добронравов, Александр Андреевич (12 апреля 2024 года) — артист государственного автономного учреждения культуры «Брянская областная филармония»[51].
37. Мельникова, Елена Олеговна (12 апреля 2024 года) — ведущий методист по детской работе муниципального бюджетного учреждения культуры «Калязинский Дом культуры», Тверская область[51].
38. Блохина, Светлана Ивановна (22 апреля 2024 года) — артистка государственного бюджетного учреждения культуры «Волгоградский государственный Новый экспериментальный театр»[52].
39. Белевич, Кирилл Александрович (2 мая 2024 года) — режиссёр-постановщик государственного бюджетного учреждения культуры города Москвы «Русский духовный театр «ГЛАС»[53].
40. Герштейн, Павел Яковлевич (2 мая 2024 года) — директор областного государственного бюджетного учреждения культуры «Костромской губернский симфонический оркестр под управлением Павла Герштейна»[53].
41. Кабо, Ольга Игорьевна (2 мая 2024 года) — артистка государственного бюджетного учреждения культуры города Москвы «Государственный академический театр имени Моссовета»[53].
42. Корецкая, Наталья Ивановна (2 мая 2024 года) — артистка государственного бюджетного учреждения культуры города Москвы «Московский театр «У Никитских ворот»[53].
43. Mосенкова, Оксана Викторовна (2 мая 2024 года) — артистка областного государственного автономного учреждения культуры «Ульяновский драматический театр имени И. А. Гончарова»[53].
44. Навалов, Вячеслав Юрьевич (2 мая 2024 года) — оператор редакции Дирекции производства видео федерального государственного унитарного предприятия «Международное информационное агентство «Россия сегодня», город Москва[53].
45. Oрехова, Регина Александровна (2 мая 2024 года) — корреспондент редакции Дирекции производства видео федерального государственного унитарного предприятия «Международное информационное агентство «Россия сегодня», город Москва[53].
46. Тарасова, Алла Михайловна (2 мая 2024 года) — музыкальный руководитель государственного бюджетного учреждения культуры города Москвы «Детский музыкальный театр юного актёра»[53].
47. Xатеев, Антон Эдуардович (2 мая 2024 года) — артист Санкт-Петербургского государственного бюджетного учреждения культуры «Детский драматический «Театр у Нарвских ворот»[53].
48. Шустова, Елена Николаевна (2 мая 2024 года) — заведующая отделом государственного бюджетного учреждения культуры города Москвы «Государственный музей А. С. Пушкина»[53].
49. Евтушенко, Игорь Анатольевич (21 мая 2024 года) — артист государственного бюджетного учреждения культуры города Москвы «Московский академический театр имени Вл. Маяковского»[54].
50. Сидоренко, Андрей Викторович (21 мая 2024 года) — артист государственного учреждения культуры Тульской области «Тульский государственный ордена Трудового Красного Знамени академический театр драмы имени М. Горького»[54].
51. Абелева, Татьяна Павловна (22 июня 2024 года) — член общественной организации Санкт-Петербургского отделения Российского творческого Союза работников культуры[55].
52. Пиотровская, Чулпан Магсумовна (8 июля 2024 года) — заместитель генерального директора иностранного производственно-торгового унитарного предприятия «БЕЛИМЛАЙТ», Республика Белоруссия[56].
53. Русских, Сергей Валентинович (22 июля 2024 года) — член Общероссийской общественной организации «Российский музыкальный союз», город Москва[57].
54. Усубов, Теймур Аликович (22 июля 2024 года) — артист оркестра федерального государственного бюджетного учреждения культуры «Государственный академический Большой театр России», город Москва[57].
55. Кулинич, Игорь Вадимиович (6 августа 2024 года) — солист группы «Бумер», артист общества с ограниченной ответственностью «Большие гастроли», Свердловская область[58].
56. Осташко, Руслан Станиславович (17 августа 2024 года) — старший редактор дирекции социальных и публицистических программ акционерного общества «Первый канал», город Москва[59].
57. Захарова, Римма Рафаэлевна (6 сентября 2024 года) — директор Магаданского областного государственного автономного учреждения культуры «Магаданский государственный музыкальный и драматический театр»[60].
58. Кремель, Элеонора Викторовна (21 ноября 2024 года) — артистка бюджетного учреждения культуры Омской области «Омский государственный академический театр драмы»[61].
59. Трандина, Любовь Александровна (21 ноября 2024 года) — артистка бюджетного учреждения культуры Омской области «Омский государственный академический театр драмы»[61].
60. Ковригина, Анна Григорьевна (8 декабря 2024 года) — управляющая ансамблем народной песни и танца «Воронежские девчата» государственного бюджетного учреждения культуры Воронежской области «Воронежское государственное гастрольно-концертное объединение «Филармония»[62].
61. Маевский, Борис Иванович (8 декабря 2024 года) — директор общества с ограниченной ответственностью «Крымская киностудия научно-популярных фильмов», Республика Крым[62].
62. Овсянников, Валентин Владимирович (20 декабря 2024 года) — художественный руководитель государственного бюджетного учреждения культуры города Москвы «Детский театр эстрады»[63].
63. Бахров, Тимур Владимирович (28 декабря 2024 года) — главный дирижёр Тюменского эстрадпо-джазового оркестра «Золотая труба» управления по организации и проведению областных мероприятий государственного автономного учреждения культуры Тюменской области «Тюменское концертно-театральное объединение»[64].
64. Иванов, Олег Борисович (28 декабря 2024 года) — композитор, член региональной общественной организации «Союз московских композиторов»[64].
65. Малишава, Отар Валерьевич (28 декабря 2024 года) — преподаватель государственного бюджетного профессионального образовательного учреждения Архангельской области «Архангельский музыкальный колледж»[64].

### 2025 год (120 человек)
1. Баста, Асиет Кирмизовна (24 января 2025 года) — доцент кафедры Института искусств научно-образовательного кластера «Институт гуманитарного знания и культуры» федерального государственного бюджетного образовательного учреждения высшего образования «Адыгейский государственный университет»[65].
2. Зырянов, Сергей Аркадьевич (24 января 2025 года) — артист муниципального автономного учреждения культуры «Нижнетагильский драматический театр имени Д.Н.Мамина-Сибиряка», Свердловская область[65].
3. Конюхов, Фёдор Филиппович (24 января 2025 года) — академик федерального государственного бюджетного учреждения «Российская академия художеств», город Москва[65].
4. Кулюхин, Виктор Николаевич (24 января 2025 года) — артист федерального государственного бюджетного учреждения культуры «Московский Художественный академический театр имени А. П. Чехова»[65].
5. Немчанинова, Елена Викторовна (24 января 2025 года) — главный художник государственного автономного учреждения культуры «Саратовский областной театр оперетты»[65].
6. Русинов, Андрей Иванович (24 января 2025 года) — доцент кафедры федерального государственного бюджетного образовательного учреждения высшего образования «Екатеринбургский государственный театральный институт», Свердловская область[65].
7. Фаворская, Ольга Игоревна (24 января 2025 года) — артистка-вокалистка Санкт-Петербургского государственного бюджетного учреждения культуры «Петербург-концерт»[65].
8. Белых, Ольга Николаевна (1 февраля 2025 года) — артистка муниципального учреждения культуры «Котласский драматический театр», Архангельская область[66].
9. Быстров, Денис Викторович (1 февраля 2025 года) — проректор по учебной и воспитательной работе федерального государственного бюджетного образовательного учреждения высшего образования «Санкт-Петербургская государственная консерватория имени Н. А. Римского-Корсакова»[66].
10. Колчина, Оксана Анатольевна (1 февраля 2025 года) — артистка-вокалистка государственного автономного учреждения культуры «Саратовский академический театр оперы и балета»[66].
11. Крещиков, Михаил Витальевич (1 февраля 2025 года) — артист-вокалист государственного автономного учреждения культуры «Саратовский областной театр оперетты»[66].
12. Кужнурова, Екатерина Альбертовна (1 февраля 2025 года) — артистка балета государственного автономного учреждения культуры Ростовской области «Ростовский государственный музыкальный театр»[66].
13. Mокроусова, Татьяна Николаевна (1 февраля 2025 года) — артистка-вокалистка государственного автономного учреждения культуры Свердловской области «Свердловский государственный Академический театр музыкальной комедии»[66].
14. Стражникова, Елена Петровна (1 февраля 2025 года) — артистка муниципального автономного учреждения культуры «Екатеринбургский театр юного зрителя», Свердловская область[66].
15. Баскаков, Михаил Васильевич (10 февраля 2025 года) — художник-скульптор, член региональной общественной организации «Московский союз художников»[67].
16. Бурова, Вера Алексеевна (10 февраля 2025 года) — директор Санкт-Петербургского государственного бюджетного учреждения «Культурно-досуговый центр «Ижорский»[67].
17. Галкина, Елена Юрьевна (10 февраля 2025 года) — главный художник ордена «Знак Почёта» акционерного общества «Хохломская роспись», Нижегородская область[67].
18. Гумеров, Илдар Ибрагимович (10 февраля 2025 года) — артист государственного бюджетного учреждения культуры и искусства Республики Башкортостан Башкирского ордена Трудового Красного Знамени академического театра драмы имени Мажита Гафури[67].
19. Колотовкина, Елена Геннадьевна (10 февраля 2025 года) — художественный руководитель муниципального бюджетного учреждения культуры городского округа Самара «Детский музыкальный театр «Задумка»[67].
20. Слезова, Виктория Александровна (10 февраля 2025 года) — балетмейстер государственного автономного учреждения культуры Ростовской области «Государственный академический ансамбль песни и пляски Донских казаков имени Анатолия Квасова»[67].
21. Сорожкин, Владимир Иванович (10 февраля 2025 года) — художественный руководитель Костромского государственного оркестра народных инструментов областного государственного бюджетного учреждения культуры «Государственная филармония Костромской области»[67].
22. Бережная, Светлана Владимировна (3 марта 2025 года) — генеральный директор, артистка — концертный исполнитель федерального государственного бюджетного учреждения культуры «Северо-Кавказская государственная филармония им. В. И. Сафонова», Ставропольский край[68].
23. Житенёв, Сергей Юрьевич (3 марта 2025 года) — советник директора федерального государственного бюджетного научно- исследовательского учреждения «Российский научно-исследовательский институт культурного и природного наследия имени Д. С. Лихачёва», город Москва[68].
24. Полетыкина, Юлия Николаевна (3 марта 2025 года) — директор департамента Министерства культуры Российской Федерации[68].
25. Сурова, Надежда Сергеевна (3 марта 2025 года) — артистка областного государственного бюджетного учреждения культуры «Костромской государственный ордена Трудового Красного Знамени драматический театр имени А. Н. Островского»[68].
26. Уварова, Наталья Владимировна (3 марта 2025 года) — артистка государственного бюджетного учреждения культуры «Академический ордена Трудового Красного Знамени русский театр имени Евгения Вахтангова», Республика Северная Осетия — Алания[68].
27. Усупова, Лилия Отаровна  (3 марта 2025 года) — директор муниципального бюджетного образовательного учреждения дополнительного образования «Детская школа искусств № 1 имени А. Г. Рубинштейна» города Томска[68].
28. Фашаян, Роман Олегович (3 марта 2025 года) — художник, директор государственного бюджетного учреждения дополнительного образования города Москвы «Детская художественная школа № 9»[68].
29. Ярошенко, Николай Николаевич (3 марта 2025 года) — проректор по научной и инновационной деятельности федерального государственного бюджетного образовательного учреждения высшего образования «Московский государственный институт культуры», Московская область[68].
30. Бобкова, Наталия Михайловна (10 марта 2025 года) — артистка (кукловод) областного государственного бюджетного учреждения культуры «Костромской областной театр кукол»[69].
31. Бутир, Мария Мироновна (10 марта 2025 года) — директор государственного бюджетного учреждения культуры города Москвы «Московский камерный оркестр «Музыка вива»[69].
32. Вязникова, Ксения Борисовна (10 марта 2025 года) — артистка-вокалистка государственного бюджетного учреждения культуры города Москвы «Московский музыкальный театр «Геликон-опера» под руководством Дмитрия Бертмана»[69].
33. Климова, Татьяна Викторовна (10 марта 2025 года) — артистка-вокалистка государственного автономного учреждения культуры Ростовской области «Ростовский государственный музыкальный театр»[69].
34. Mакух, Татьяна Поликарповна (10 марта 2025 года) — артистка (кукловод) государственного автономного учреждения культуры Владимирской области «Владимирский областной театр кукол»[69].
35. Рахимов, Тагир Тимерханович (10 марта 2025 года) — артист государственного бюджетного учреждения культуры города Москвы «Московский театр «Мастерская П. Н. Фоменко»[69].
36. Соловьёв, Василий Николаевич (10 марта 2025 года) — старший преподаватель кафедры государственного бюджетного образовательного учреждения высшего образования «Южно-Уральский государственный институт искусств имени П.И.Чайковского», Челябинская область[69].
37. Шаймарданов, Наиль Ахметович (10 марта 2025 года) — руководитель народного ансамбля башкирской песни муниципального бюджетного учреждения «Уфимская детская филармония» городского округа город Уфа Республики Башкортостан[69].
38. Арцер, Валерий Валерьевич (25 марта 2025 года) — главный балетмейстер государственного ансамбля народного танца «Зори Тюмени» структурного подразделения «Тюменская филармония» государственного автономного учреждения культуры Тюменской области «Тюменское концертно-театральное объединение»[70].
39. Жданов, Валентин Васильевич (25 марта 2025 года) — художник, член Пермского отделения Всероссийской творческой общественной организации «Союз художников России»[70].
40. Зайкина, Светлана Георгиевна (25 марта 2025 года) — заместитель художественного руководителя федерального государственного бюджетного учреждения культуры «Российский государственный академический Большой  драматический  театр  имени Г. А. Товстоногова», город Санкт-Петербург[70].
41. Колпакова, Элионора Михайловна (25 марта 2025 года) — концертмейстер группы виолончелей федерального государственного бюджетного учреждения культуры «Российский государственный академический камерный «Вивальди-оркестр», город Москва[70].
42. Kорнеева, Ирина Владимировна (25 марта 2025 года) — балетмейстер государственного бюджетного учреждения культуры города Москвы «Московский государственный академический театр оперетты»[70].
43. Мелешников, Виталий Викторович (25 марта 2025 года) — артист государственного бюджетного учреждения культуры «Волгоградский государственный Новый экспериментальный театр»[70].
44. Плотников, Алексей Сергеевич (25 марта 2025 года) — артист-дрессировщик федерального каменного предприятия «Российская государственная цирковая компания», город Москва[70].
45. Селезнёва, Ольга Петровна (25 марта 2025 года) — художественный руководитель Камерного xopa имени В. В. Михальченко областного государственного бюджетного учреждения культуры «Челябинская государственная филармония»[70].
46. Семенович, Анна Григорьевна (25 марта 2025 года) — ведущая программы акционерного общества «Русское Радио-Евразия», город Москва[70].
47. Таныгин, Сергей Иванович (25 марта 2025 года) — главный художник государственного автономного учреждения культуры Республики Марий Эл «Марийский национальный театр драмы имени М.Шкетана»[70].
48. Учватова, Юлия Петровна (25 марта 2025 года) — артистка-вокалистка ансамбля «Коробейники» государственного автономпого учреждения культуры «Оренбургская областная филармония»[70].
49. Цюпа, Наталия Владимировна (25 марта 2025 года) — художественный руководитель детской оперной студии краевого государственного автономного учреждения культуры Красноярского государственного театра оперы и балета имени Д. А. Хворостовского[70].
50. Басова, Анна Васильевна (25 марта 2025 года) — профессора кафедры государственного бюджетного образовательного учреждения высшего образования «Оренбургский государственный институт искусств им. Л. и М. Ростроповичей»[71].
51. Батагова, Татьяна Эльбрусовна (25 марта 2025 года) — музыковед, член Всероссийской общественной организации «Союз композиторов России», город Москва[71].
52. Батурина, Наталья Юрьевна (25 марта 2025 года) — артистка федерального государственного бюджетного учреждения культуры «Московский государственный академический симфонический оркестр»[71].
53. Беглецов, Владимир Евгеньевич (25 марта 2025 года) — директор Санкт-Петербургского государственного бюджетного профессионального образовательного учреждения «Хоровое училище имени М. И. Глинки»[71].
54. Дужников, Станислав Михайлович (25 марта 2025 года) — артист федерального государственного бюджетного учреждения культуры «Московский Художественный академический театр имени А. П. Чехова»[71].
55. Мухин, Владимир Павлович (25 марта 2025 года) — художник, член Ивановского областного отделения Всероссийской творческой общественной организации «Союз художников России»[71].
56. Уткин, Михаил Юрьевич (25 марта 2025 года) — руководитель Ассоциации солистов-исполнителей Гильдии академического исполнительства Общероссийской общественной организации «Российский музыкальный союз», город Москва[71].
57. Буланова, Татьяна Ивановна (16 апреля 2025 года) — артистка-вокалистка общества с ограниченной ответственностью «Мастерская шоу-программ пародии и юмора «Пластилиновая ворона», Ленининградская область[72].
58. Лагутин, Игорь Васильевич (16 апреля 2025 года) — артист государственного бюджетного учреждения культуры города Москвы «Московский академический театр сатиры»[72].
59. Суханов, Дмитрий Леонидович (16 апреля 2025 года) — артист муниципального бюджетного учреждения культуры «Детский театр «Вера», Нижегородская область[72].
60. Дедов, Александр Владимирович (5 мая 2025 года) — артист-вокалист Государственного академического Кубанского казачьего хора государственного бюджетного научно-творческого учреждения культуры Краснодарского края «Кубанский казачий хор»[73].
61. Дружинин, Владислав Юрьевич (5 мая 2025 года) — режиссёр-постановщик, артист, хореограф, член Международного союза деятелей эстрадного искусства (творческого союза), город Москва[73].
62. Кадырова, Насифа Жаватовна (5 мая 2025 года) — артистка-вокалистка государственного автономного учреждения культуры и искусства Республики Башкортостан Башкирской государственной филармоинии имени Хусаина Ахметова[73].
63. Немченко, Иван Николаевич (5 мая 2025 года) — артист-вокалист Государственного академического Кубанского казачьего хора государственного бюджетного научно-творческого учреждения культуры Краснодарского края «Кубанский казачий хор»[73].
64. Пектеев, Василий Александрович (5 мая 2025 года) — художественный руководитель государственного автономного учреждения культуры Республики Марий Эл «Марийский национальный театр драмы имени М. Шкетана»[73].
65. Семенчукова, Ольга Никитична (5 мая 2025 года) — директор муниципального бюджетного учреждения дополнительного образования «Детская школа искусств имени В. И. Устинова» Карасукского муниципального округа Новосибирской области[73].
66. Басова, Александра Михайловна (21 мая 2025 года) — артистка государственного бюджетного учреждения культуры города Москвы «Московский театр на Таганке»[74].
67. Бляхорчук, Олег Степанович (21 мая 2025 года) — артист xopa государственного бюджетного учреждения культуры города Москвы «Хор солистов»[74].
68. Демидова, Александра Михайловна (21 мая 2025 года) — артистка симфонического оркестра (второй концертмейстер) группы первых скрипок федерального государственного бюджетного учреждения культуры «Московский государственный академический симфонический оркестр»[74].
69. Игнатов, Олег Валентинович (21 мая 2025 года) — председатель Ростовского областного отделения Всероссийской творческой общественной организации «Союз художников России»[74].
70. Истратов, Андрей Валерьевич (21 мая 2025 года) — режиссёр документального кино, член Общероссийской общественной организации «Союз кинематографистов Российской Федерации», город Москва[74].
71. Лаврик, Нонна Владимировна (21 мая 2025 года) — министр культуры и архивного дела Сахалинской области[74].
72. Латыш-Бирюкова, Елена Юрьевна (21 мая 2025 года) — лектор-музыковед государственного бюджетного учреждения культуры «Белгородская государственная филармония»[74].
73. Лопатов, Сергей Васильевич (21 мая 2025 года) — преподаватель муниципального бюджетного учреждения дополнительного образования «Детская школа искусств № 11», город Саратов[74].
74. Мержоева, Лидифа Махмедовна (21 мая 2025 года) — директор государственного каменного учреждения «Детская художественная школа г. Назрань», Республика Ингушетия[74].
75. Чиркова, Ольга Юрьевна (21 мая 2025 года) — артистка-вокалистка ансамбля «Отрада» государственного бюджетного учреждения культуры Воронежской области «Воронежское государственное гастрольно- концертное объединение «Филармония»[74].
76. Шалай, Виктор Алексеевич (21 мая 2025 года) — директор федерального государственного бюджетного учреждения культуры «Государственный объединенный музей-заповедник истории Дальнего Востока имени В.К.Арсеньева», Приморский край[74].
77. Штарк, Андрей Георгиевич (21 мая 2025 года) — художественный руководитель муниципального автономного учреждения города Абакана «Духовой оркестр», Республика Хакасия[74].
78. Беляев, Владимир Владимирович (30 мая 2025 года) — композитор, член Всероссийской общественной организации «Союз композиторов России», город Москва[75].
79. Ермолов, Владимир Алексеевич (30 мая 2025 года) — артист-вокалист эстрадного отдела государственного бюджетного учреждения культуры «Белгородская государственная филармония»[75].
80. Ишкузина, Светлана Владимировна (30 мая 2025 года) — директор государственного бюджетного учреждения дополнительного образования «Детский Центр «Счастливое детство», Республика Татарстан[75].
81. Латынин, Валерий Анатольевич (30 мая 2025 года) — секретарь правления Общероссийской общественной организации «Союз писателей России», город Москва[75].
82. Седова, Елена Валерьевна (30 мая 2025 года) — преподаватель государственного бюджетного учреждения дополнительного образования города Москвы «Детская музыкальная школа имени А. П. Бородина»[75].
83. Спивак, Дмитрий Леонидович (30 мая 2025 года) — главный научный сотрудник — руководителя центра фундаментальных исследований в сфере культуры федерального государственного бюджетного научно-исследовательского учреждения «Российский научно-исследовательский институт культурного и природного наследия имени Д. С. Лихачёва», город Москва[75].
84. Xомова, Валентина Михайловна (30 мая 2025 года) — режиссёр-постановщик муниципального бюджетного учреждения культуры «Культурно-концертный центр «Ветлужский» городского округа город Шарья Костромской области»[75].
85. Данилов, Кирилл Анатольевич (16 июня 2025 года) — главный художник государственного бюджетного учреждения культуры города Москвы «Ведогонь-театр»[76].
86. Царёва, Наталья Степановна (16 июня 2025 года) — заместитель директора по научной работе краевого государственного бюджетного учреждения «Государственный художественный музей Алтайского края»[76].
87. Демидов, Василий Владимирович (24 июня 2025 года) — артист (концертмейстер) группы валторн федерального государственного бюджетного учреждения культуры «Московский государственный академический симфонический оркестр»[77].
88. Мазур, Алексей Сергеевич (24 июня 2025 года) — артист (концертмейстер) группы флейт федерального государственного бюджетного учреждения культуры «Московский государственный академический симфонический оркестр»[77].
89. Владимиров, Михаил Борисович (17 июля 2025 года) — артист государственного бюджетного учреждения культуры города Москвы «Московский академический театра сатиры»[78].
90. Макарова, Вера Алексеевна (17 июля 2025 года) — артистка оркестра Красноярского филармонического русского оркестра имени А. Ю. Бардина краевого государственного автономного учреждения культуры «Красноярская краевая филармония»[78].
91. Пашинян, Изабелла Ашотовна (17 июля 2025 года) — заместитель руководителя аппарата генерального директора автономной некоммерческой организации «Общественное телевидение России», город Москва[78].
92. Терёшкин, Валерий Борисович (17 июля 2025 года) — балетмейстер-постановщик группы «Свободный балет» краевого государственного автономного учреждения культуры «Красноярская краевая филармония»[78].
93. Войтов, Анатолий Николаевич (31 июля 2025 года) — член Тверского областного отделения Всероссийской творческой общественной организации «Союз художников России»[79].
94. Графченко, Фаина Фёдоровна (31 июля 2025 года) — мастер художественного слова государственного бюджетного учреждения «Дагестанская государственная филармония им. Т. Мурадова», Республика Дагестан[79].
95. Кириллова, Любовь Алексеевна (31 июля 2025 года) — преподаватель по жонглированию федерального государственного бюджетного профессионального образовательного учреждения «Государственное училище циркового и эстрадного искусства им. М. Н. Румянцева (Карандаша)», город Москва[79].
96. Назарук, Игорь Николаевич (31 июля 2025 года) — артист группы клавишных инструментов (первый концертмейстер) федерального государственного бюджетного учреждения культуры «Российский государственный симфонический оркестр кинематографии», город Москва[79].
97. Полякова, Ольга Анатольевна (31 июля 2025 года) — заместитель директора по хранению музейных фондов государственного бюджетного учреждения культуры города Москвы «Московский государственный объединённый художественный историко-архитектурный и природно-ландшафтный музей-заповедник»[79].
98. Решетов, Юрий Сергеевич (31 июля 2025 года) — артист федерального государственного бюджетного учреждения культуры «Национальный академический оркестр народных инструментов России имени Н. П. Осипова», город Москва[79].
99. Слесарева, Анжелина Гавриловна (31 июля 2025 года) — директор государственного бюджетного учреждения дополнительного образования города Москвы «Детская музыкальная школа имени В. В. Стасова»[79].
100. Троценко, Екатерина Николаевна (31 июля 2025 года) — заведующая музыкальной частью художественного персонала государственного бюджетного учреждения культуры города Севастополя «Севастопольский академический русский драматический театр имени Анатолия Васильевича Луначарского»[79].
101. Федотова, Елена Дмитриевна  (31 июля 2025 года)  — заведующая отделом Научно-исследовательского института теории и истории изобразительных искусств федерального государственного бюджетного учреждения «Российская академия художеств», город Москва[79].
102. Фефелова, Наталья Владимировна (31 июля 2025 года) — заведующая отделом «Центр красноярской книги» краевого государственного автономного учреждения культуры Государственной универсальной научной библиотеки Красноярского края[79].
103. Чукуев, Владимир Петрович (31 июля 2025 года) — член Алтайского республиканского отделения Всероссийской творческой общественной организации «Союз художников России»[79].
104. Ботт, Ираида Куртовна (6 августа 2025 года) — заместитель директора по научной и просветительской работе федерального государственного бюджетного учреждения культуры «Государственный художественно-архитектурный дворцово-парковый музей-заповедник «Царское Село», город Санкт-Петербург[80].
105. Кудрявцева, Наталья Николаевна (6 августа 2025 года) — заместитель директора по реставрации федерального государственного бюджетного учреждения культуры «Государственный художественно- архитектурный дворцово-парковый музей-заповедник «Царское Село», город Санкт-Петербург[80].
106. Мухина, Елена Фёдоровна (6 августа 2025 года) —  член Ярославского областного отделения Всероссийской творческой общественной организации «Союз художников России»[80].
107. Никифоров, Юрий Сергеевич (6 августа 2025 года) — педагог дополнительного образования муниципального автономного учреждения дополнительного образования «Дворец детского (юношеского) творчества имени Лёни Голикова», Новгородская область[80].
108. Ребров, Игорь Владимирович (6 августа 2025 года) — профессор Академии архитектуры и искусств федерального государственного автономного образовательного учреждения высшего образования «Южный федеральный университет», Ростовская область[80].
109. Абушахманов, Айрат Ахтямович (16 августа 2025 года) — главный режиссёр государственного бюджетного учреждения культуры и искусства Республики Башкортостан Башкирского ордена Трудового Красного Знамени академического театра драмы имени Мажита Гафури[81].
110. Дикарева, Наталья Александровна (16 августа 2025 года) — главный бухгалтер федерального государственного бюджетного образовательного учреждения высшего образования «Театральный институт имени Бориса Щукина при Государственном академическом театре имени Евгения Вахтангова», город Москва[81].
111. Ильина, Людмила Владимировна (16 августа 2025 года) — артистка муниципального автономного учреждения культуры «Донской театр драмы и комедии им. В. Ф. Комиссаржевской» города Новочеркасска (Казачьего драматического театра), Ростовская область[81].
112. Критская, Ольга Валентиновна (16 августа 2025 года) — проректор по финансам и административно-хозяйственной работе федерального государственного бюджетного образовательного учреждения высшего образования «Академия хорового искусства имени В. С. Попова», город Москва[81].
113. Лазарев, Алексей Викторович (16 августа 2025 года) — проректор по финансово-экономической и административно-хозяйственной деятельности федерального государственного бюджетного образовательного учреждения высшего образования «Театральный институт имени Бориса Щукина при Государственном академическом театре имени Евгения Вахтангова», город Москва[81].
114. Лебедев, Игорь Михайлович (16 августа 2025 года) — артист муниципального автономного учреждения культуры «Донской театр драмы и комедии им. В. Ф. Комиссаржевской» города Новочеркасска (Казачьего драматического театра), Ростовская область[81].
115. Нургалин, Нагим Зайлагиевич (16 августа 2025 года) — артист государственного бюджетного учреждения культуры и искусства Национального молодёжного театра Республики Башкортостан имени Мустая Карима[81].
116. Поддубный, Алексей Викторович (16 августа 2025 года) — певец, композитор, руководитель группы «Джанго», город Москва[81].
117. Рядова, Мария Николаевна (16 августа 2025 года) — главный архитектор — начальник отдела федерального государственного бюджетного учреждения культуры «Государственный художественно-архитектурный дворцово-парковый музей-заповедник «Царское Село», город Санкт-Петербург[81].
118. Сапрыкин, Владимир Васильевич (16 августа 2025 года) — артист государственного бюджетного учреждения культуры «Самарский академический театр драмы им. М. Горького»[81].
119. Сидоров, Михаил Олегович (16 августа 2025 года) — артист оркестра ансамбля народных инструментов «Изумруд» государственного автономного учреждения культуры Свердловской области «Свердловский государственный академический театр музыкальной комедии»[81].
120. Шигина, Олеся Николаевна (16 августа 2025 года) — руководитель культурных проектов автономной некоммерческой организации «Комитет семей воинов Отечества», генеральный директор общества с ограниченной ответственностью «Мастерские Вехи. Вёрсты. Вёсны», город Москва[81].